# جو سایر
جو سایر (انگلیسی: Joe Sawyer؛ ۲۹ اوت ۱۹۰۶ – ۲۱ آوریل ۱۹۸۲) هنرپیشه اهل کانادا بود.

## اوایل زندگی
ساویر در ۲۹ اوت ۱۹۰۶ با نام جوزف سائر در گوئلف، انتاریو، کانادا به دنیا آمد. پدر و مادرش آلمانی بودند. در ۲۰ سالگی به لس آنجلس رفت تا حرفه‌ای را در فیلم دنبال کند.

## منتخب فیلم‌شناسی
- آرسن لوپن (۱۹۳۲)
- اسکیمو (۱۹۳۴)
- خبرچین (۱۹۳۵)
- مردگان متحرک (۱۹۳۶)
- انتقام تارزان (۱۹۳۸)
- سفر دریایی طولانی به خانه (۱۹۴۰)
- مرداب (۱۹۴۱)
- گروهبان یورک (۱۹۴۱)
- یاغی (۱۹۴۳)
- بجنبید سربازها! (۱۹۴۳)
- گیلدا (۱۹۴۶)
- مرد دوچهره (۱۹۴۷)
- کشتن (۱۹۵۶)
- چگونه غرب تسخیر شد (۱۹۶۲)